# Liste der Bodendenkmale in Jacobsdorf
Die Liste der Bodendenkmale in Jacobsdorf  enthält alle Bodendenkmale der brandenburgischen Gemeinde Jacobsdorf und ihrer Ortsteile auf der Grundlage der Landesdenkmalliste vom 31. Dezember 2020.
Die Baudenkmale sind in der Liste der Baudenkmale in Jacobsdorf aufgeführt.
| Gemarkung                   | Flur            | Kurzansprache | Bodendenkmalnummer | Bemerkung | Bild |
| --------------------------- | --------------- | --- | ------------------ | --------- | ---- |
| Jacobsdorf (Lage)           | 1, 2            | Gräberfeld Bronzezeit | 90458              |           |      |
| Jacobsdorf (Lage)           | 2, 4            | Gräberfeld Bronzezeit | 90459              |           |      |
| Jacobsdorf (Lage)           | 3               | Siedlung römische Kaiserzeit | 90460              |           |      |
| Jacobsdorf (Lage)           | 1, 2            | Siedlung slawisches Mittelalter, Einzelfund Neolithikum, Dorfkern deutsches Mittelalter, Dorfkern Neuzeit                                                   | 90461              |           |      |
| Jacobsdorf (Lage)           | 1               | Siedlung Eisenzeit, Siedlung Bronzezeit | 90462              |           |      |
| Jacobsdorf (Lage)           | 3               | Siedlung römische Kaiserzeit | 90463              |           |      |
| Jacobsdorf (Lage)           | 3               | Siedlung Eisenzeit, Siedlung römische Kaiserzeit | 90464              |           |      |
| Jacobsdorf (Lage)           | 4               | Siedlung Eisenzeit | 90465              |           |      |
| Biegen, Jacobsdorf (Lage)   | 5, 3, 4         | Siedlung Bronzezeit, Siedlung Eisenzeit | 90466              |           |      |
| Jacobsdorf (Lage)           | 1               | Siedlung Urgeschichte, Siedlung Eisenzeit | 90467              |           |      |
| Jacobsdorf (Lage)           | 1               | Siedlung Eisenzeit | 90468              |           |      |
| Jacobsdorf (Lage)           | 1               | Siedlung Eisenzeit | 90469              |           |      |
| Jacobsdorf (Lage)           | 1               | Siedlung Urgeschichte | 90470              |           |      |
| Jacobsdorf (Lage)           | 4               | Kreisgrabenanlage Urgeschichte | 90472              |           |      |
| Jacobsdorf (Lage)           | 4               | Siedlung Urgeschichte | 90927              |           |      |
| Jacobsdorf, Pillgram (Lage) | 3, 2            | Siedlung Eisenzeit | 90471              |           |      |
| Petersdorf (B) (Lage)       | 3               | Siedlung Bronzezeit, Siedlung Eisenzeit, Siedlung Neolithikum                                                                                               | 90088              |           |      |
| Petersdorf (B) (Lage)       | 2, 3            | Dorfkern Neuzeit, Dorfkern deutsches Mittelalter, Kirche deutsches Mittelalter, Kirche Neuzeit                                                              | 90258              |           |      |
| Petersdorf (B) (Lage)       | 4               | Siedlung Bronzezeit | 90307              |           |      |
| Petersdorf (B) (Lage)       | 3               | Siedlung Steinzeit, Siedlung römische Kaiserzeit, Siedlung Urgeschichte, Siedlung Eisenzeit                                                                 | 90520              |           |      |
| Petersdorf (B) (Lage)       | 3, 4            | Siedlung römische Kaiserzeit, Siedlung Bronzezeit | 90521              |           |      |
| Pillgram (Lage)             | 1, 3            | Gräberfeld Urgeschichte, Dorfkern deutsches Mittelalter, Dorfkern Neuzeit                                                                                   | 90922              |           |      |
| Pillgram (Lage)             | 3               | Siedlung slawisches Mittelalter | 90923              |           |      |
| Pillgram (Lage)             | 4               | Siedlung Urgeschichte | 90924              |           |      |
| Pillgram (Lage)             | 2               | Siedlung Eisenzeit, Siedlung slawisches Mittelalter, Siedlung Urgeschichte                                                                                  | 90925              |           |      |
| Pillgram (Lage)             | 2               | Siedlung römische Kaiserzeit, Siedlung Völkerwanderungszeit, Siedlung Bronzezeit, Siedlung Neolithikum, Siedlung slawisches Mittelalter, Siedlung Eisenzeit | 90926              |           |      |
| Sieversdorf (Lage)          | 9               | Gräberfeld Urgeschichte | 90590              |           |      |
| Sieversdorf (Lage)          | 4               | Gräberfeld Eisenzeit | 90598              |           |      |
| Sieversdorf (Lage)          | 8               | Gräberfeld Eisenzeit | 90599              |           |      |
| Sieversdorf (Lage)          | 1, 14, 15, 2, 8 | Dorfkern Neuzeit, Dorfkern deutsches Mittelalter, Siedlung römische Kaiserzeit, Siedlung Urgeschichte                                                       | 90600              |           |      |
| Sieversdorf (Lage)          | 6               | Siedlung Urgeschichte | 90601              |           |      |